# Стернбах, Леон

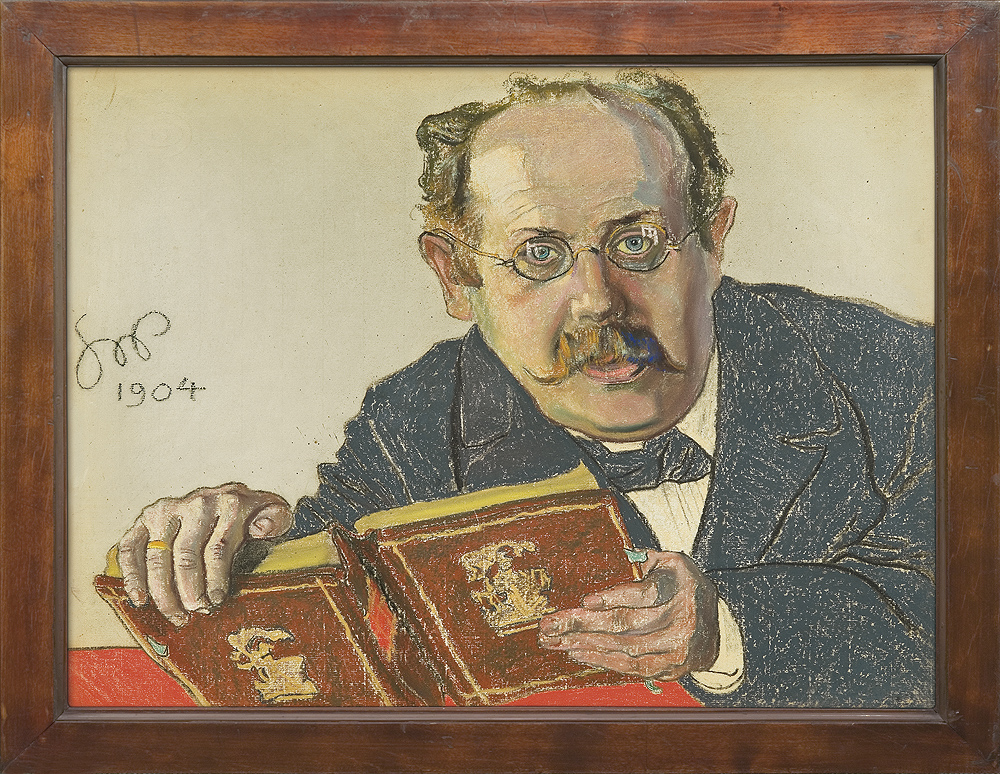
Портрет Леона Стернбаха. 1904 г. Худ. С. Выспяньский

Леон Стернбах (пол. Leon Sternbach; 2 июля 1864, Дрогобыч (ныне Львовской области Украины) — 20 февраля 1940, концлагерь Заксенхаузен) — польский учёный, классический филолог, первый в Польше византинист, педагог, профессор Ягеллонского университета, член Польской академии знаний.

## Биография
Родился в состоятельной многодетной еврейской семье банковского работника. Получил прекрасное образование в университетах Дрездена, Лейпцига и Вены, где он в 1885 году получил докторскую степень. В 1889 году прошел процедуру хабилитации во Львовском университете, после чего был принят доцентом на III кафедру классической филологии Ягеллонского университета. С 1892 года — профессор, заведующий кафедрой классической филологии. В 1904—1905 годах занимал пост декана факультета философии, в 1918 году получил почетную докторскую степень — honoris causa, в 1935 году вышел на пенсию, получив звание почетного профессора.
В 1894 году — стал членом-корреспондентом, а в 1902 году — действительным членом Польской академии знаний в Кракове (позднее Польской академии наук), в которой с 1933 года был директором Отдела I.
С 1927 года — председатель Филологический комиссии, входил также в Комиссии ориенталистики. Был также членом целого ряда научных обществ: Львовского научного общества, Пражской Академии знаний, Австрийского археологического института, Общества содействия изучению культуры и языка Древней Греции (Society for the Promotion of Hellenic Studies) в Лондоне.
Был в числе организаторов существовавшего в довоенной Польше Исследовательского центра классической филологии.
Подарил Ягеллонской библиотеке свою богатейшую коллекцию книг, вместе с библиотечными шкафами, фотографиями и научными заметками.
В ноябре 1939 года 75-летний профессор Стернбах, вместе с группой краковских ученых, был арестован гитлеровцами в рамках операции «Sonderaktion Krakau». 20 февраля 1940 г. был убит в концлагере Заксенхаузен охранником лагеря Густавом Зорге.
Его племянник — Лео Хенрик Стернбах (1908—2005) — американский химик и фармаколог, открывший бензодиазепины.

## Научная деятельность
Леон Стернбах занимался исследованиями в области номологической литературы, патрологии, паремиологии и древнегреческого языка. Профессор Стернбах занимал, кроме того, изучением польской литературы.
Подготовил и опубликовал критические издания многих произведений древних авторов, в том числе Михаила Пселла, Менандра и Эзопа.

## Избранные научные труды
Автор ряда научных трудов, среди которых:
- Analecta Photiana (1893)
- Dilucidationes Aesopiae (1894)
- Fabularum Aesopiarum sylloge (1894)
- De Georgii Pisidae fragmentiis a Suida servatis (1899)
- Observationes in Georgii Pisidae carmina historica. Appendix metrica (1900)
- De cornicula Horatiana (1935)
- Quaestiones paroemiographicae (1936)
- Uwagi paremiograficzne do pism Mikołaja Reja (1937)

## Педагогическая деятельность
Воспитал ряд известных польских учёных, среди которых, в частности, Т. Лер-Сплавиньский.

## Награды
- Командорский крест ордена Возрождения Польши
- Золотой крест Заслуги

## Память
- В честь ученого в довоенном родном городе Дрогобыче его именем была названа частная еврейская гимназия.